# Coleophora escalerai
Coleophora escalerai é uma espécie de mariposa do gênero Coleophora pertencente à família Coleophoridae.